# West Haddon
West Haddon is een civil parish in het bestuurlijke gebied Daventry, in het Engelse graafschap Northamptonshire met 1718 inwoners.

## Geboren
- Thomas Parnell (5 juli 1881 - 1 september 1948), Brits-Australisch natuurkundige